# Bình Minh, Thăng Bình
Bình Minh là một xã thuộc huyện Thăng Bình, tỉnh Quảng Nam, Việt Nam.

## Địa lý
Xã Bình Minh nằm trong cụm bảy xã vùng đông của huyện Thăng Bình, có vị trí địa lý:
- Phía bắc giáp xã Bình Dương
- Phía nam giáp xã Bình Hải
- Phía tây giáp xã Bình Đào
- Phía đông giáp Biển Đông.

Xã Bình Minh có diện tích 11,80 km², dân số năm 2019 là 8.472 người, mật độ dân số đạt 718 người/km².
Bình Minh có diện tích tự nhiên trải dài từ Bắc đến Nam, chạy dọc theo bờ biển có chiều dài xấp xỉ 13 km.
Các trục đường chính đi qua xã là tỉnh lộ ĐT. 613 (QL 14E nối dài), đường cao tốc Ven Biển nối Đà Nẵng với Tam Kỳ và tuyến đường Thanh Niên nối hai thôn Tân An và Bình Tịnh.

## Hành chính
Bình Minh gồm được chia thành 4 thôn: Hà Bình, Tân An, Bình Tân, Bình Tịnh.

## Kinh tế - xã hội
Diện tích đất tự nhiên của Bình Minh hầu hết là đồi cát, nên người dân xã Bình Minh không trồng được lúa nước. Nghề nghiệp chính của người dân ở đây là ngư nghiệp. Một số hộ gia đình đánh bắt gần bờ nhưng cũng có những hộ gia đình cho con em của mình đi đánh bắt xa bờ, nơi mà mỗi chuyến ra khơi thường kéo dài từ 2 - 3 tháng trên biển, mang lại thu nhập tốt cho người dân nơi đây.
Trung tâm hành chính xã được đặt tại thôn Hà Bình, nằm trên trục đường tỉnh lộ DT 613. Phân hiệu chính của trường tiểu học Nguyễn Văn Cừ và Trạm y tế xã cũng được toạ lạc kế bên trung tâm hành chính xã. Các phân hiệu của trường tiểu học Nguyễn Văn Cừ cũng được xây dựng ở các thôn Tân An, Bình Tân và Bình Tịnh nhằm tạo điều kiện cho các em học sinh đến trường thuận lợi hơn.
Trường tiểu học Nguyễn Văn Cừ là một số ít trường học có thư viện đạt chuẩn quốc gia, với nhiều đầu sách bổ ích phục vụ các em học sinh thiếu nhi sau giờ học.
Đội ngũ y bác sĩ có chuyên môn, rải đều xuống từng thôn nhằm đáp ứng nhu cầu khám chữa bệnh của nhân dân.

## Văn hóa- du lịch
Ở phía tây Bình Minh, sân bóng đá mini cũng được hình thành góp phần đẩy mạnh phong trào thể thao quần chúng. Đội bóng đá nam của Bình Minh cũng là một đội bóng mạnh của huyện Thăng Bình.
4 xã ven biển của vùng đông Thăng Bình gồm: Bình Dương, Bình Minh, Bình Hải, Bình Nam mỗi 4 năm một lần, tổ chức hội trại giao lưu giữa các thanh niên các xã, nhằm tăng cường giao lưu học hỏi giữa các xã lẫn nhau.
Người dân ở Bình Minh vẫn duy trì những nét văn hóa đặc sắc ở vùng biển của mình, đó là những hoạt động văn hóa tâm linh được truyền từ đời này qua đời khác. Cách bãi tắm cách 100 m về phía bắc, Lăng thờ cá ông được ngư dân 2 làng Tân An và Hà Bình xây dựng khá lâu, hướng về phía biển. Đây là nơi chôn cất cá ông mỗi khi "Ông lụy" trôi dạt vào bờ, xác cá được ngư dân khâm liệm cẩn thận, cả vạn ghe đều có mặt để làm lễ "nghinh ông" linh đình và mai táng chu đáo xung quanh lăng. Tục thờ cá ông được ngư dân rất tín ngưỡng và xem đây là một phong tục quan trọng nhất trong nghề đi biển, vì theo ngư dân, cá ông là vị "thần biển", luôn giúp ngư dân mỗi khi gặp nạn...
Một phong tục văn hóa đặc sắc khác là từ mùng 4 cho đến rằm tháng giêng Âm lịch, du khách sẽ được xem Lễ hội cầu ngư trang trọng, thành kính cùng với điệu hát "Bả trạo" truyền thống, đây là lễ hội được tổ chức trước những ngày chuẩn bị xuất bến của ngư dân, cầu cho mưa thuận gió hòa, tôm cá đầy thuyền. Hát bả trạo trong lễ hội cầu ngư của xã Bình Minh là một loại hình văn hóa dân gian đặc sắc, đã được Bộ văn hóa Thể thao và Du lịch xếp hạng văn hóa phi vật thể cấp quốc gia cùng với các địa phương khác của tỉnh Quảng Nam năm 2013. Cứ hai năm một lần, vào ngày 1/4, nhân ngày Bác Hồ về thăm làng cá, huyện Thăng Bình lại tổ chức Lễ hội văn hóa miền biển, địa điểm tổ chức chủ yếu là bãi tắm Bình Minh với những môn thi đấu mang đậm nét văn hóa vùng biển, trở thành một điểm hẹn sinh hoạt văn hóa chung cho ngư dân trong huyện,...
Trong khoảng 1 thập niên trở lại đây, người dân Bình Minh chú trọng hơn trong việc đầu tư cho con em họ học tập tốt hơn. Ngày nay, việc nhìn thấy những cử nhân, kỹ sư tốt nghiệp ra trường đi làm với thu nhập tốt không còn là chuyện xưa nay hiếm ở xã vùng đông này.
Những năm gần đây, kinh tế của người dân Bình Minh có phần khởi sắc. Bình Minh không khác gì một thị trấn thu nhỏ với nhiều dịch vụ, hàng quán nổi lên. Giữa năm 2017, đầu năm 2018 có một số dự án xây dựng khu biệt thự nghỉ dưỡng ở Bình Minh, kéo theo triển vọng phát triển kinh tế vượt bật của xã vùng đông này.
Đặc biệt trong số đó là dự án Vinpearl Nam Hội An Resort & Villas, trải dài từ phía Tây đến phía Đông của vùng giáp ranh hai xã Bình Minh - Bình Dương do tập đoàn VinGroup làm chủ đầu tư. Vinpearl Nam Hội An Resort & Villas tọa lạc tại vị trí đắc địa trên con đường di sản miền Trung Mỹ Sơn - Hội An - Huế, bên cạnh các hệ thống resort khác của mình VinGroup giới thiệu khu nghỉ dưỡng mới: “Vinpearl Nam Hội An Resort & Villas” theo mô hình “tất cả trong một”.
Bao trọn 1,3 km bãi biển Bình Minh hoang sơ ở phía nam phố cổ Hội An, Vinpearl Nam Hội An Resort & Villas hứa hẹn là điểm đến dụ lịch, nghỉ dưỡng hấp dẫn “buộc phải check-in” với du khách trong và ngoài nước.
Dự án gồm 2 phân khu chính: Phân khu khách sạn với quy mô 429 phòng được thiết kế theo hình cánh cung độc đáo; và Phân khu villas gồm 132 biệt thự mang phong cách kiến trúc nhiệt đới đương đại với 90% căn có tầm nhìn hướng biển. Nội thất các phòng khách sạn và biệt thự đều được bố trí sang trọng, đẳng cấp với phong cách kiến trúc Nhiệt đới đương đại, đầy tinh tế giữa lòng di sản.
Lần đầu tiên tại xứ Quảng, trong cùng một tổ hợp khách hàng có thể tận hưởng khu vui chơi giải trí Vinpearl Land với nhiều trò chơi hiện đại, vườn thú bán hoang dã với hình thức ngắm thú trên thuyền mới lạ, sân golf 18 lỗ chuẩn quốc tế diện tích 71,3 ha và khu nông nghiệp sinh thái công nghệ cao VinEco 12,4ha.
Một điểm nhấn đặc biệt hơn nữa về Bình Minh đó là Bãi tắm Bình Minh - một tài sản chung của con người ở đây và là điểm sáng của du lịch Thăng Bình.
Ngoài những tiềm năng lớn về khai thác, đánh bắt hải sản, nhất là đánh bắt xa bờ với những sản phẩm hải sản tươi ngon nổi tiếng như mực cơm, cá tươi đủ loại, còn có một bãi tắm đẹp và thơ mộng. Nhiều du khách đến đây đều có chung một nhận xét rằng: đây là một bãi tắm lý tưởng, nếu biết đầu tư khai thác sẽ là một điểm đến hấp dẫn và đầy triển vọng. Không chỉ có duy nhất một bãi tắm, với một bờ biển dài hơn 9 km của bờ biển, chỗ nào cũng có thể xây dựng thành bãi tắm ở Bình Minh. Biển ở đây còn nguyên vẻ đẹp hoang sơ, quyến rũ, là tiềm năng lớn để Bình Minh kêu gọi đầu tư, phát triển du lịch sinh thái gắn với nghỉ dưỡng...
Bãi tắm chính của Bình Minh được huyện Thăng Bình đầu tư xây dựng vào năm 1998, với các hạng mục gồm nhà để xe, khu tắm nước ngọt và công trình vệ sinh. Sau khi xây dựng, huyện giao lại cho UBND xã Bình Minh sử dụng để khai thác phục vụ du khách. Qua 20 năm từ khi hình thành, du khách trong và ngoài tỉnh đã biết đến nơi đây. Cứ mỗi mùa hè, lượng khách đến tắm và thưởng thức các món ăn đặc sản tươi ngon của vùng bãi ngang rất đông. Đây là một bãi tắm đẹp với một dãi cát trắng mịn màng, bờ biển thoai thoải, đặc biệt là làn nước trong xanh. Những ai lần đầu đến biển và được cảm nhận làn gió nồm thổi mơn man cũng có một cảm giác muốn đắm mình vào biển.
Không chỉ giữ nguyên được vẻ đẹp hoang sơ, bãi tắm Bình Minh còn được biết đến với nhiều món hải sản tươi ngon nổi tiếng, đặc biệt là mực cơm Bình Minh. Đây là một loại hải sản được khai thác gần bờ và chỉ riêng vùng biển ngang mới ngon. Loại mực này được ngư dân Bình Minh khai thác ở vùng biển lộng, gọi theo ngư dân là "mực cát", có nghĩa là loại mực này sống ở vùng biển gần bờ trong những khu vực có cát, cũng đều là loại mực cơm nhưng nếu khai thác ở những khu vực đáy biển có bùn thì con mực không ngon bằng. Khi đánh bắt được mực cơm, ngư dân cẩn thận dùng các dụng cụ để riêng cho mực không va chạm nhiều, giữ nguyên cho da mực tươi và nhấp nháy các chấm sao. Mực cơm tươi được đưa thẳng vào các hàng quán ăn tại bãi tắm. Tại đây, các đầu bếp thực hiện công đoạn hấp mực với một bí quyết đơn giản nhưng rất quan trọng để đảm bảo độ tươi ngon của loại "mực cát" này: Mực vừa luộc xong, còn nguyên túi, tươi, ửng hồng, thực khách dùng tay bốc con mực cơm còn nghi ngút khói, chấm vào chén nước mắm nhĩ giã ít gừng và ớt, kèm theo rau húng, chuối chát. Vị thơm ngọt của mực, vị béo béo, bùi bùi của cơm mực đã thấm ngay vào đầu lưỡi. Cảm giác ngon miệng không thể tả của thực khách sẽ càng tăng mãnh liệt khi được thưởng thức món này ngay tại bãi tắm Bình Minh.
Ngoài ra, các loại mực lá, mực ống, cá chét, cá cu,... là những hải sản đặc sản bãi ngang tươi ngon luôn được nhiều thực khách gần xa ưa chuộng. Nhiều thực khách còn ưa chuộng món hải sản đặc biệt khác ở tại đây, đó là món cá nhám nhúng dấm. Cá nhám là một loại cá cùng loài với cá mập nhưng nhỏ hơn cá mập. Thịt cá được thái thành từng lát mỏng ướp với gia vị, lấy gan cá luộc và giã nhuyễn trộn với mè hoặc lạc rang, thêm nước mắm, ít đường và bột ngũ cốc để làm nước chấm, dùng nước dấm với ít lát gừng đun sôi rồi nhúng từng lát cá vào cho vừa chín tới là đem quấn với bánh lề, rau sống, chấm vào chén nước chấm pha sẵn, nghe hương vị biển khơi nồng trong thịt cá, vừa thơm, vừa bùi, vừa béo bởi thịt và gan cá cộng hưởng mùi vị với nhau, kèm theo cái cay nhẹ của ớt, của ly rượu gạo quê. Riêng phần đầu, vi và xương cá thì nấu cháo với đậu đen, sau khi chếnh choáng hơi men, húp bát cháo cá nhám, thấy ấm lòng thực khách..
Với vị trí thuận lợi có thể kết nối với nhiều điểm du lịch nổi tiếng khác của tỉnh Quảng Nam, bãi tắm Bình Minh có thể là điểm tắm biển hoặc nghỉ dưỡng cuối cùng trong một tour mà du khách chọn, hoặc xuất phát từ đây có thể đi nhiều điểm khác như đi Cù Lao Chàm khoảng 5 hải lý, có thể đi trực tiếp bằng tàu xuất phát từ bãi tắm Bình Minh chạy thẳng ra đảo khoảng hơn 30 phút, du khách sẽ được thưởng ngoạn cảnh đẹp của khu dự trữ sinh quyển thế giới được UNESCO công nhận...Cũng từ bãi tắm Bình Minh, du khách có thể chạy dọc đườngThanh niên ven biển khoảng chưa đầy 20 phút, hoặc chạy theo đường dẫn Cầu Cửa Đại chỉ chưa đầy 15 phút xe hơi là đến ngay khu phố cổ Hội An nổi tiếng được UNESCO công nhận là Di sản văn hóa thế giới. Từ đây chạy lên Phật viện Đồng Dương - chiêm ngưỡng kinh thành cổ Indrapura của Người Chăm, dấu tích của một vương triều hưng thịnh tồn tại hơn 100 năm trị vì vào thế kỷ thứ X, là Di tích văn hóa sắp được công nhận Di tích cấp quốc gia đặc biệt tại xã Bình Định Bắc chỉ khoảng 20 km, trên đường đi ghé thăm Lăng Bà Chợ Được, xã Bình Triều, nơi diễn ra Lễ hội rước cộ Bà Chợ Được vào ngày 11 tháng giêng hàng năm với lễ hội tưng bừng, đậm nét văn hóa tâm linh; ghé thăm Di tích lịch sử cấp quốc gia Địa điểm diễn ra Cuộc đấu tranh Hà Lam - Chợ Được cách Lăng Bà 200 m, nơi ghi dấu sự kiện đấu tranh oai hùng của nhân dân Thăng Bình trong ngày 14/9/1965, nhân tiện đó ghé làng rau sạch Mỹ Hưng xã Bình Triều; ghé qua làng Trà Đóa, xã Bình Đào mua khoai lang nổi tiếng trong câu ca dao: "Quảng Nam có lụa Miếu Bông, có khoai Trà Đóa, có sông Thu Bồn"...trên đường đi từ bãi tắm Bình Minh đến kinh thành cổ Phật viện Đồng Dương, du khách có thể tiện đường ghé xem Làng hương - một làng nghề nổi tiếng làm hương của thị trấn Hà Lam, hay từ Đồng Dương đi lên hồ Cao Ngạn, xem kỳ tích về sức mạnh của bàn tay con người Thăng Bình cải tạo thiên nhiên, đưa nước về tưới xanh cho đồng ruộng, lên Bình Phú thăm chiếc nôi cách mạng, ngắm rừng núi Linh Cang...
Từ bãi tắm Bình Minh cũng có thể kết nối được với nhiều địa danh khác ngoài huyện Thăng Bình như thánh địa Mỹ Sơn (Duy Xuyên) - Di sản văn hóa thế giới qua đường dẫn Cầu Cửa Đại khoảng 50 km, hoặc xuôi về bãi tắm Tam Thanh của thành phố Tam Kỳ, thuận đường đến chiêm ngưỡng tượng đài Mẹ Việt Nam Anh hùng ở Núi Thành qua đường Thanh niên ven biển, rồi vòng lên tháp Chiên Đàn, Khương Mỹ là những tháp nằm trong hệ thống Vương triều và kinh đô Indrapura lấy dòng sông Ly Ly làm hệ quy chiếu chung...Có thể nói, bãi tắm Bình Minh đang trở thành tâm điểm kết nối du lịch của cả một hệ thống những địa danh, những làng nghề nổi tiếng của huyện Thăng Bình và cả những địa danh của các huyện lân cận khi đường dẫn và Cầu Cửa Đại thông tuyến, cùng với đường Cứu hộ - cứu nạn chạy qua, nối liền xã Bình Minh với Hội An, Tam Kỳ.
Bên cạnh những dự án của Vinpearl, một tín hiệu khả quan khi bãi tắm Bình Minh đang được các nhà đầu tư khác tìm đến, trong đó có nhà đầu tư lớn có tiềm lực đã được UBND tỉnh thỏa thuận địa điểm và cấp giấy phép đầu tư là Công ty TNHH Châu Á - Thái Bình Dương với diện tích thỏa thuận là 6 ha, tổng vốn đầu tư ban đầu 70 tỷ đồng, gồm các hạng mục nhà lễ tân, khu hội nghị, khu tắm biển, nhà hàng, khu nghỉ dưỡng cao cấp, bể bơi, sân ten-nit... Công ty kinh doanh nhà Long Á với diện tich xin thỏa thuận là 3 ha... Hy vọng các dự án trên sớm được triển khai để bãi tắm Bình Minh trở thành một điểm đến hấp dẫn hơn, thành một trung tâm du lịch của Thăng Bình, kết nối với nhiều địa danh, danh lam, thắng cảnh của huyện, của tỉnh và của cả nước trong tương lai gần.